# Poylu (Ağstafa)
Poylu è un comune dell'Azerbaigian situato nel distretto di Ağstafa. Conta una popolazione di 4 302 abitanti.